# Alfred Tourville
Joseph Elphige Alfred Tourville (9 de setembro de 1908 — 22 de junho d 1983) foi um ciclista canadense. Ele representou o Canadá nos Jogos Olímpicos de Verão de 1928, em Amsterdã.